# パチスロケロット4
パチスロ「ケロット4」 (KELOT4) は、2020年3月に山佐の子会社セブンリーグが開発、山佐から販売されたパチスロで、ケロットシリーズ初の6号機である。

## 特徴
これまでのケロットシリーズ同様、ビッグボーナスとレギュラーボーナスでコインを増やしていくゲーム性である。本作はビッグ偏向型となっており、ボーナスにおけるビッグの割合は公式発表値で約80%。
ボーナス確率は公式発表値でビッグが1/206.7（設定1） - 1/175.2（設定6）、レギュラーが1/897.7（設定1） - 1/585.1（設定6）で、合成確率は1/168.0（設定1） - 1/134.8（設定6）。

## 演出モード
本作では、これまでのモードに2種類追加され、合計3種類の演出モードが搭載されており、右側の切替ボタンでいつでも好きな演出を選択できる。過去作同様オレンジはチャンスで、それ以外の小役でもボーナス重複のチャンスがある。怪しい出目やチャンス演出が発生したとき中リールに赤7もしくは白7を狙い、一確カットイン演出が発生した場合はビッグ確定となる。
- ノーマルモード - いつものケロットの演出が楽しめる。ケロルンを見つけるとボーナス確定。ただし、新たに隠れケロルン演出が追加されており、見つけやすい物から非常に見つけにくい物まで多種多様に用意されている。
- スゴロクモード - かつて同社が出していたキュロゴスのすごろく演出をモチーフにしたゲーム性。発展演出で成功するか、ケロルンのマスに止まればボーナス確定。フタバやタマっちが登場するとチャンス。ナビ矛盾によるボーナス示唆もある。
- 虹河ラキモード - バーチャルYouTuberの虹河ラキがメインのモード。オレンジを引いたときに突入する「ラキチャンス」がメイン演出となり、「ラキチャレンジ」できらっきー☆演出が発生すればボーナス確定。

## ボーナス
6号機になったため、ボーナスの獲得枚数は5号機に比べて減少している。

### ビッグボーナス
赤同色、白同色及び右端異色7揃い。左リールに白7を狙ってオレンジを1回獲得したのち、逆押しフリー打ちで最大の230枚を獲得できる。同ボーナス中は、本シリーズ及び山佐の過去作の中から好きなBGMをスタート前に選曲することができる（最大で22曲）。ただし、ボーナスから一定ゲーム数以内のビッグボーナス時は、BGMが本作向けの新曲となる。ボーナス終了時にチャンスボタンを押すことで出現する画像で設定の示唆を行っている。

### レギュラーボーナス / フタバボーナス
赤赤黒もしくは白白黒揃い。通常はレギュラーボーナスだが、一定の割合でボーナス名がフタバボーナスと変わる場合がある。順押しフリー押し消化で、60枚固定。